# Tsu Ch'ung Chih
Tsu Ch'ung Chih (祖冲之) (429 — 500) foi um matemático e astrónomo chinês.
Por volta do ano 480, propôs um valor singularmente preciso de pi para a época: Milü = 355/113 = algo intermediário entre 3,1415926 e 3,1415927.